# Филипп, Поль-Пьер
Поль-Пьер Филипп (фр. Paul-Pierre Philippe; 16 апреля 1905, Париж, Франция — 9 апреля 1984, Рим, Италия) — французский куриальный кардинал и ватиканский сановник, доминиканец. Титулярный архиепископ Гераклеополя Великого с 28 августа 1962 по 5 марта 1973. Секретарь Священной Конгрегации по делам монашествующих с 14 декабря 1959 по 29 июня 1967. Секретарь Священной Конгрегации Доктрины Веры с 29 июня 1967 по 6 марта 1973. Префект Конгрегации по делам Восточных Церквей с 6 марта 1973 по 27 июня 1980. Про-патрон Суверенного военного гостеприимного ордена Святого Иоанна, Иерусалима, Родоса и Мальты с 10 ноября 1978 по 9  апреля 1984. Кардинал-дьякон с титулярной диаконией Сан-Пио-V-а-Вилла-Карпенья с 5 марта 1973 по 2 февраля 1983. Кардинал-священник с титулом церкви pro hac vice Сан-Пио-V-а-Вилла-Карпенья с 2 февраля 1983.

## Источник
- Информация  (англ.)